# تصلب الكبب الكلوية القطاعي البؤري
تصلب الكبب الكلوية القطاعي البؤري (اختصارًا FSGS) هو أحد أسباب المتلازمة الكلوية عند الأطفال والمراهقين فضلًا عن كونه السبب الرئيسي لفشل الكلى عند البالغين. يُعرف تصلب الكبب الكلوية القطاعي البؤري أيضًا باسم التصلب الكبي البؤري أو التصلب الكبي العقدي البؤري، وهو يمثل نحو سدس حالات المتلازمة الكلوية. يعتبر الداء قليل التبدلات السبب الأشيع للمتلازمة الكلوية عند الأطفال، ولكن قد يمتلك النوعان أسبابًا متشابهة.

## التصنيف
يُصنَّف التصلب الكبي اعتمادًا على السبب كما يلي:
- أساسي: عندما لا يوجد أي سبب واضح له، ويتظاهر عادةً كمتلازمة كلوية.
- ثانوي: عندما يحدد الأطباء سببًا له، ويتظاهر عادةً بقصور كلوي وبيلة بروتينية. يشمل هذا في الواقع مجموعة غير متجانسة تضم العديد من الأسباب مثل:
- السموم والمخدرات مثل الهيروين والباميدرونت.
- أشكال عائلية.
- سبب ثانوي لخسارة النفرونات وفرط الترشيح الكبي كما هو الحال في التهاب الحويضة والكلية المزمن والقلس الحالبي والسمنة المرضية ومرض السكري.

يوجد العديد من أنماط التصنيف الأخرى أيضًا.

### الأشكال المرضية
يمكن تمييز خمسة أشكال من تصلب الكبب القطعي البؤري بموجودات مرضية تظهر في الخزعات الكلوية:
1. نمط مخرب.
2. نمط يتضمن تضرر جزء من الكلية.
3. نمط خلوي.
4. نمط محيط بالسرة.
5. نمط غير مصنف في مكان آخر.

قد تملك هذه المتغيرات قيمة تنبؤية لدى الأفراد الذين يعانون من تصلب الكبب القطاعي البؤري الأولي (أي دون مسبب). يرتبط النمط المخرب بارتفاع معدل تطور المرض نحو القصور الكلوي الانتهائي، بينما يرتبط نمط تضرر جزء من الكلية بانخفاض معدل تطوره نحو القصور الكلوي الانتهائي لدى معظم المرضى. يسبب النمط الخلوي تظاهرات سريرية مشابهة لتلك المشاهدة في النمطين السابقين، ولكنه يرتبط بنتائج وسطية بينهما. قد يكون هذا الاختلاف في النتائج السريرية نتيجةً لانحياز أخذ العينات في حالات تصلب الكبب القطعي البؤري الخلوي بسبب تشابه التظاهرات السريرية له مع تلك الأنماط. لم تتحدد الأهمية الإنذارية للأنماط حول السرية وغير المصنفة. تعتبر الأنماط غير المصنفة من أكثر الأنماط الفرعية شيوعًا، ويعتبر النمط المخرب من أكثر أنواع الاعتلالات الكبية المترافقة مع الإصابة بفيروس نقص المناعة البشرية شيوعًا.

## الأسباب
بعض الأسباب الثانوية العامة مذكورة أدناه:
- التضخم الكبي/ فرط الترشيح.

عدم التخلق الكلوي أحادي الجانب.
السمنة المرضية.
- التندب بسبب إصابة سابقة.

التهاب الكبب الكلوية التكاثري البؤري.
التهاب الأوعية الدموية.
الذئبة.
- السموم (الباميدرونت).
- اعتلال الكلية المرتبط بفيروس نقص المناعة البشرية.
- اعتلال الكلية بالهيروين.[5]

قد يتطور تصلب الكبب القطعي البؤري بعد خسارة النفرونات المكتسبة التالية لاعتلال الكلية القلسي. تكون البيلة البروتينية غير انتقائية في معظم الحالات وقد تكون غير نفروزية (أي أقل من 3 غرامات في بول 24 ساعة).

### الأسباب الوراثية
يوجد حاليًا العديد من الأسباب الوراثية المعروفة للأشكال الوراثية من اعتلال الكبب الكلوية القطاعي البؤري.

## التشخيص

### الأعراض والعلامات
يتظاهر اعتلال الكبب الكلوية القطاعي البؤري لدى الأطفال وبعض البالغين بمتلازمة كلوية تتميز بـ: وذمات معممة (وزيادة وزن مرافقة) ونقص ألبومين الدم وفرط شحميات الدم وارتفاع ضغط الدم. بينما يتظاهر لدى البالغين كقصور كلوي وبيلة بروتينية دون ظهور أعراض المتلازمة الكلوية الأخرى كاملةً.

### الاختبارات والفحوص التشخيصية المساعدة
- تحليل البول
- اختبارات الدم (كقياس مقدار الكولسترول والألبومين مثلًا).
- خزعة الكلى

### التشخيص التفريقي
- اعتلال الكلية قليل التبدلات وخاصةً لدى الأطفال.
- التهاب الكبب الكلوية الغشائي.
- وتشخيصات تفريقية عديدة أخرى.

## العلاج والتدبير
تُستَخدَم الستيروئيدات القشرية وغيرها من الأدوية المثبطة للمناعة في علاج اعتلال الكبب الكلوية القطاعي البؤري.